# 1972 en science-fiction
| Années de la science-fiction : 1969 - 1970 - 1971 - 1972 - 1973 - 1974 - 1975    |
| Décennies de la science-fiction : 1940 - 1950 - 1960 - 1970 - 1980 - 1990 - 2000 |

L'année 1972 a été marquée, en matière de science-fiction, par les événements suivants.

## Naissances et décès

### Naissances
- 6 août : Paolo Bacigalupi, écrivain américain.
- 6 septembre : China Miéville, écrivain britannique.
- 19 septembre : N. K. Jemisin, écrivain américaine.
- 2 décembre : Ugo Bellagamba, écrivain français.

### Décès
- 7 mars : Jan Weiss, écrivain tchèque, né en 1892, mort à 79 ans.
- 11 mars : Fredric Brown, écrivain américain, né en 1906, mort à 65 ans.
- 23 mars : John Carnell, éditeur britannique, né en 1912, mort à 59 ans.

## Événements
- Création du prix Apollo.
- Création de l'Academy of Science Fiction, Fantasy and Horror Films.
- Fondation de la maison d'édition française de bandes dessinées Futuropolis.
- Première édition de la convention européenne de la science-fiction (Eurocon), qui se déroule en Italie.

## Prix

### Prix Hugo
- Roman : Le Monde du fleuve (To Your Scattered Bodies Go) par Philip José Farmer
- Roman court : La Reine de l'air et des ténèbres (The Queen of Air and Darkness) par Poul Anderson
- Nouvelle courte : Lune inconstante (Inconstant Moon) par Larry Niven
- Film ou série : Orange mécanique, réalisé par Stanley Kubrick
- Magazine professionnel : The Magazine of Fantasy & Science Fiction
- Artiste professionnel : Frank Kelly Freas
- Magazine amateur : Locus, dirigé par Charles N. Brown et Dena Brown
- Écrivain amateur : Harry Warner, Jr.
- Artiste amateur : Tim Kirk
- Prix spécial : Harlan Ellison pour l'excellence dans la production d'anthologies (Again, Dangerous Visions)
- Prix spécial : Club du livre d'anticipation (France) pour l'excellence dans la production de livres
- Prix spécial : Nueva Dimensión (Espagne) pour l'excellence dans la production de magazines

### Prix Nebula
- Roman : Les Dieux eux-mêmes (The Gods Themselves) par Isaac Asimov
- Roman court : Face à face avec Méduse (A Meeting with Medusa) par Arthur C. Clarke
- Nouvelle longue : Le Chant du barde (Goat Song) par Poul Anderson
- Nouvelle courte : Lorsque tout changea (When it Changed) par Joanna Russ

### Prix Locus
- Roman : L'Autre Côté du rêve (The Lathe of Heaven) par Ursula K. Le Guin
- Nouvelle : La Reine de l'air et des ténèbres (The Queen of Air and Darkness) par Poul Anderson
- Anthologie originale : Universe 1 par Terry Carr, éd.
- Anthologie rééditée ou recueil de nouvelles : World's Best Science Fiction: 1971 par Donald A. Wollheim et Terry Carr, éds.
- Magazine : The Magazine of Fantasy & Science Fiction
- Magazine amateur : Locus
- Écrivain amateur : Charlie Brown
- Maison d'édition : Ballantine Books
- Artiste pour les éditions de poche : Gene Szafran
- Artiste de magazine : Frank Kelly Freas
- Artiste amateur : Bill Rotsler
- Convention : Noreascon

### Prix British Science Fiction
Non décerné

### Prix E. E. Smith Mémorial
- Lauréat : Lester del Rey

### Prix Seiun
- Roman japonais : Ishi no ketsumyaku par Ryō Hanmura

### Prix Apollo
- L'Île des morts (Isle of the Dead) par Roger Zelazny

## Parutions littéraires

### Romans
- À chacun ses dieux par Clifford D. Simak
- À l'écoute des étoiles par John Brunner
- Celui qui revenait de loin par Philippe Ébly
- Les Dieux eux-mêmes par Isaac Asimov
- L'Éclair qui effaçait tout par Philippe Ébly
- Et l'homme créa un dieu par Frank Herbert
- Harlie avait un an par David Gerrold
- L'Homme programmé par Robert Silverberg
- L'Homme terminal par Michael Crichton
- Le Livre des crânes par Robert Silverberg
- Malevil par Robert Merle
- L'Oreille interne par Robert Silverberg
- Pardon, vous n'avez pas vu ma planète ? par Bob Ottum
- Rêve de fer par Norman Spinrad

### Recueils de nouvelles et anthologies
- Again, Dangerous Visions par Harlan Ellison
- The Book of van Vogt par A. E. van Vogt
- Période d'essai par Isaac Asimov

### Nouvelles
- Bon pour le service des organes par Robert Silverberg
- Caliban par Robert Silverberg
- Comment Shaffery devint immortel par Frederik Pohl
- La Mère d'Eurema par R. A. Lafferty

### Bandes dessinées
- Publication de l'album Le Trio de l'étrange, 1er album et 5e récit de la série Yoko Tsuno, écrit et dessiné par Roger Leloup. Le récit avait été prépublié l'année précédente dans les no 1726 à no 1742 du journal Spirou.
- Prépublication de l'album L'Orgue du diable, 7e récit de la série Yoko Tsuno de Roger Leloup, dans les no 1767 à no 1793 du journal Spirou (la publication en album aura lieu l’année suivante).

## Sorties audiovisuelles

### Films
- Abattoir 5 par George Roy Hill.
- Attention au blob ! par Larry Hagman.
- Doomwatch par Peter Sasdy.
- Eolomea par Herrmann Zschoche.
- La chose à deux têtes par Lee Frost.
- La Conquête de la planète des singes par J. Lee Thompson.
- Les Soleils de l’île de Pâques par Pierre Kast.
- L'Homme au cerveau greffé par Jacques Doniol-Valcroze.
- The Boy Who Turned Yellow par Michael Powell.
- The Mind Snatchers par Bernard Girard.
- Silent Running par Douglas Trumbull.
- Solaris par Andreï Tarkovski.
- Population zéro par Michael Campus.